# Dalechampia chlorocephala
Dalechampia chlorocephala là một loài thực vật có hoa trong họ Đại kích. Loài này được Denis mô tả khoa học đầu tiên năm 1922.